# Emerillon
Gli Emerillon sono un gruppo etnico della Guyana francese, con una popolazione totale stimata fra i 250 ed i 600 individui.

## Lingua
Gli Emerillon parlano la lingua Emerillon, appartenente al gruppo delle lingue tupi-guaraní. La maggior parte di essi è in grado di parlare anche il francese, mentre sono pochi coloro i quali conoscono anche le altre lingue native americane locali, come la lingua wayana e la lingua wayampi.

## Insediamenti
La stragrande maggioranza degli Emerillon vive lungo il medio corso dell'Oyapock e verso l'alto Maroni, nei comuni di Maripasoula e Camopi.
Gli Emerillon vivono in villaggi di capanne posti non a ridosso dei fiumi ma a una certa distanza da essi, per evitare l'eccessiva esposizione a raid nemici: rispetto ad altre popolazioni amerindie essi mostrano maggiore tendenza al nomadismo, con frequenti spostamenti dei villaggi dovuti a impoverimento del suolo, scarsità di selvaggina, guerre (molto frequenti fra i vari villaggi, con pratica di cannibalismo sui nemici uccisi) o decessi di personalità di spicco in seno alla tribù.

## Storia
Le prime testimonianze di contatto con gli europei risalgono al XVIII secolo, quando il loro numero era paragonabile a quello attuale. Durante il XIX secolo, numerose furono le guerre coi Galibi, che razziavano i villaggi mirando alla cattura di donne e bambini, da imprigionare e vendere come schiavi nel vicino Suriname: le faide interne e le continue scaramucce portarono l'intero gruppo degli Emerillon ad essere soggiogato dai Wajãpi, mentre contemporaneamente la corsa all'oro ed il contatto con i coloni europei introdussero epidemie, alcolici e nuovi conflitti, il che causò una drastica diminuzione del numero di appartenenti a questa etnia.
Attualmente, i capi Emerillon hanno ottenuto l'incorporazione dei propri villaggi nella zona Cœur de parc del Parco amazzonico della Guyana francese, in maniera tale da ottenere maggiori garanzie per i propri diritti e per la sopravvivenza del proprio ambiente vitale.